# ريكاردو كروز
ريكاردو كروز (بالبرتغالية: Ricardo da Cruz Cerqueira‏) (19 مايو 1962 بريو دي جانيرو في البرازيل - ) هو مدرب كرة قدم ولاعب كرة قدم برازيلي في مركز حراسة المرمى. لعب مع بوتافوغو ريغاتاس ونادي أمريكا ونادي بونتي بريتا ونادي فلومينينسي ونادي أولاريا أتلتيكو.